# Песочное (Самарская область)
Песочное — село в Безенчукском районе Самарской области России, административный центр сельского поселения Песочное.
Основано как немецкое поселение Зандигланд в 1897 году.

## История
Основано в 1897 году. Меннонитское село на арендованной земле (2000 га). Основатели 15 немецких семей из Самарского уезда. До 1917 года входило в состав Екатериновской волости Самарского уезда Самарской губернии. Имелся сырозавод. В 1900 году открыта школа.
В советский период в составе Екатериновского, впоследствии Безенчукского района Самарской (Куйбышевской) области.
28 августа 1941 года был издан Указ Президиума ВС СССР о переселении немцев, проживающих в районах Поволжья. Немецкое население было депортировано.

## Физико-географическая характеристика
Село расположено в Низком Заволжье, на высоте 47 м над уровнем моря. Рельеф равнинный. Село окружено полями, имеются полезащитные лесонасаждения. Местность имеет небольшой уклон к северу. Распространены чернозёмы обыкновенные.
По автомобильным дорогам расстояние до районного центра посёлка Безенчук составляет 8,7 км, до областного центра города Самара — 85 км.
Климат
Климат умеренный континентальный (согласно классификации климатов Кёппена — Dfb). Среднегодовая температура воздуха положительная и составляет + 5,0 °C. Средняя температура января — 12,4 °С, июля + 21,3 °С. Многолетняя норма осадков — 482 мм. В течение года количество выпадающих осадков распределено относительно равномерно: наименьшее количество осадков выпадает в марте (25 мм), наибольшее — в июне и июле (по 56 мм).

## Население
| 1910 | 1913 | 1926 | 2010 | 2012 | 2013 | 2014 |
| ---- | ---- | ---- | ---- | ---- | ---- | ---- |
| 61   | ↗75  | ↗101 | ↗875 | ↗909 | ↗912 | ↗943 |
| 2015 | 2016 |      |      |      |      |      |
| ↘940 | ↗957 |      |      |      |      |      |

В 1926 году 100 % населения села составляли немцы